# Núria Busquet i Molist
Núria Busquet i Molist (Cardedeu, 30 de novembre de 1974) és una traductora, escriptora i activista cultural catalana. És llicenciada en Traducció i Interpretació per la Universitat Autònoma de Barcelona i màster en Estudis de la Diferència Sexual a la Universitat de Barcelona. S'ha especialitzat en poesia nord-americana contemporània, sobretot en poesia escrita per dones. Tradueix poesia, narrativa, assaig i teatre, i ha publicat els llibres de poemes Arca mínima (2016) i Làpida (2022) i les novel·les Partícules (premi Pare Colom de narrativa, 2017, premi de Narrativa El lector de l'Odissea, 2018) i Zona zero (2019), que va ser finalista del Premi Llibreter de narrativa. Ha guanyat la quinzena edició del premi Jordi Domènech de traducció de poesia per la seva versió d'El Colós, de Sylvia Plath.

## Obra pròpia

### Poesia
- Arca mínima (2016) Edicions Tremendes
- Làpida (2022) LaBreu Edicions

### Narrativa
- Partícules (2017) Lleonard Muntaner
- Zona Zero (2019) LaBreu Edicions

## Traduccions

### Poesia
- Nit fidel i virtuosa de Louise Glück (2017) Edicions del Buc
- Corb de Ted Hughes (2018) Lleonard Muntaner
- El Colós de Sylvia Plath (2019) Eumo i Cafè Central
- Política de poder de Margaret Atwood (2019) Lleonard Muntaner
- Avern de Louise Glück (2021) Edicions del Buc
- Decreació d'Anne Carson (2023) Vaso Roto Ediciones
- La bellesa del marit d'Anne Carson (2023) Vaso Roto Ediciones
- Món d'Ana Luísa Amaral (2024) Lleonard Muntaner
- Estampida de Jorie Graham (2024) LaBreu Edicions
- Norma equivocada d'Anne Carson (2025) Vaso Roto Ediciones

### Narrativa
- La història d'en Shuggie Bain de Douglas Stuart (2021) Edicions de 1984
- Ai, William! d'Elisabeth Strout (2022) Edicions de 1984
- Amor lliure de Tessa Hadley (2022) Edicions de 1984
- Retrat de l'artista cadell de Dylan Thomas (2022) Lleonard Muntaner
- Un lloc per a en Mungo de Douglas Stuart (2022) Edicions de 1984
- L'amant fantasma de Lisa Taddeo (2023) Més Llibres
- La Lucy a la vora del mar d'Elisabeth Strout (2023) Edicions de 1984
- Sortir de mare de Courtney Zoffness (2023) La Segona Perifèria
- Un jardí de delícies terrenals de Joyce Carol Oates (2023) Lleonard Muntaner
- Criatures nocturnes de Leila Mottley (2023) Edicions del Periscopi
- Nena, dona, altres de Bernardine Evaristo (2024) La Segona Perifèria
- El passat de Tessa Hadley (2024) Edicions de 1984
- La història de Roma de Joana Bértholo (2024) Godall Edicions
- Diaris de Sylvia Plath (2024) Edicions del Cràter
- Un futur radiant de Pierre Lemaitre (2025) Edicions Bromera
- Gent de diners de Joyce Carol Oates (2025) Lleonard Muntaner
- Explica-m'ho tot d'Elisabeth Strout (2025) Edicions de 1984
- Desfilada de Rachel Cusk (2025) Editorial Les Hores
- Em sembla que no en tindré de Catherine Gauthier (2025) Godall Edicions

### Assaig
- Naixem de dona. La maternitat com a experiència i institució d'Adrienne Rich (2022) Lleonard Muntaner
- Anarquisme. El nou ordre de la llibertat d'Emma Goldman (2023) Eumo Editorial
- Albertine. Rutina d'exercicis d'Anne Carson (2023) Vaso Roto Ediciones
- Feu-los llegir! de Michel Desmurget (2024) Edicions 62 (traducció conjunta amb Imma Estany Morros)
- Nexus de Yuval Noah Harari (2024) Edicions 62

### Teatre
- Jerusalem de Jez Butterworth (2014)
- 4 minuts 12 segons de James Fritz (2017)
- Verí de Lot Vekemans (2018)
- Norma Jeane Baker de Troia d'Anne Carson (2024) Vaso Roto Ediciones

## Premis i distincions
- 2017: premi Pare Colom de narrativa per Partícules
- 2018: premi El lector de l'Odissea per Partícules
- 2019: Premi Jordi Domènech de traducció de poesia per la traducció d' El Colós de Sylvia Plath
- 2020: finalista premi Llibreter per Zona zero